# Phantasie und Fuge in d-moll op. 135b
Phantasie und Fuge in d-moll op. 135b ist eine Komposition für dreimanualige Orgel von Max Reger. Sie existiert in einer gekürzten Fassung und in einer vollen Fassung, deren Spiellänge etwa 18 Minuten beträgt und gehört zu den anspruchsvollsten Orgelwerken Regers. Sie ist die letzte großangelegte Komposition für Orgel vor seinem Tod. Reger komponierte das Werk in Jena im April/Mai 1915 und widmete es Richard Strauss. Es wurde im Verlag Simrock, Berlin u. Leipzig im Mai/Juni 1916 veröffentlicht. Die Uraufführung fand nach Regers Tod in Stuttgart am 7. Juni 1916 durch Hermann Keller statt.

## Aufbau
Obwohl der Titel zunächst eine Zweiteilung vermuten lässt, ist das Stück dreigeteilt, zumal es sich bei der Fuge um eine komplexe Doppelfuge mit harter Zäsur handelt.

### Phantasie
Die Phantasie umfasst 60 Takte. Ihr liegt zunächst eine lebhafte absteigende Kaskade im dritten Manual mit Zwei-, Vier- und Sechzehn-Fuß-Register zugrunde, die fortlaufend gruppiert und bis Takt fünf gesteigert wird. Ein Adagio schließt sich zwischen Takt 5 und 12 an. Ab Takt 12 bis 22 folgt ein dritter Einfall aus 32stel-Noten in Toccata-artigen sequenzierten Läufen, der in Takt 22 durch Einschnitt und darauf folgende Akkorde unterbrochen wird. Ein weiteres Adagio schließt sich ab Takt 24 in den tiefen Registern an und wird stufenweise ausgebaut, um erneut in die einleitende Idee der Kaskade hineinzuführen, die durch aufsteigende 64stel-Läufe fortgeführt und zur stufenweisen Steigerung gebracht wird, um den virtuosen Höhepunkt bis Takt 39 zu erfahren. Es folgt eine Reprise der einleitenden Kaskade ab Takt 50, die durch expressive, sequenzierte Wechselakkorde fortgeführt wird. Die Phantasie schließt in Takt 60 durch Akkordreihung ab.

### Fuge
Reger beweist in der nun folgenden Doppelfuge, die 111 Takte umfasst, höchste Meisterschaft im Umgang mit der Kunst der Fuge:
Der erste Abschnitt der Doppelfuge verläuft von Takt 1 bis 64. Das zunächst an eine Passacaglia anmutende Fugenthema wird ausschließlich leise in ganzen Tönen im Viervierteltakt im dritten Manual mit Acht- und Vier-Fuß-Registern verlautet und von Takt 1 bis 22 exponiert. Es wird hierauf ab Takt 22 im strengen Kontrapunkt durchgeführt. Einem Trauermarsch gleichend setzt die Reprise des Themas ab Takt 30 ein und schreitet in einer zweiten Durchführung der Fuge voran, um in Takt 63 zunächst auf synkopischem Trugschluss zu enden.
Der zweite Abschnitt der Doppelfuge verläuft von Takt 64 bis 111. Gelegentlich wird er mit dem Beinamen „Knochenfuge“ betitelt. Das auf Takt 64 im Zwölf-Achtel-Takt folgende, kantige Fugato ist aus stark voneinander abgegrenzten Wechselnoten zusammengesetzt. Der Dux wird auf dem dritten Manual mit Acht-, Vier- und Zwei-Fuß-Registern wiedergegeben. Der Comes auf dem zweiten Manual mit Acht- und Vier-Fuß-Registern. Kompakte Wechselnoten rahmen das Fugato oben und unten ein, während Wechselnoten mit größerer Amplitude eine modulatorische Funktion übernehmen. Die Exposition und Vorstellung des zweiten Fugenthemas ist von vorneherein durch Fragmente der ersten Fuge punktuell begleitet und baut sich kontrapunktisch über c und g in den Takten 64 bis 89 auf. Eine erste Durchführung folgt durch prachtvoll großangelegte Sequenzierungsläufe im Ripieno von Takt 89 bis 95. In der auf Takt 96 folgenden Reprise werden beide Fugenthemen der Doppelfuge markant in Reinform übereinander vereint dargestellt und in ein exaltiertes Crescendo hineingeführt, das in Takt 106 seinen Höhepunkt erfährt. Es folgt ab Takt 106 eine gefasste Durchführung beider Fugenthemen im vollen Register bis Takt 110. Die zweitaktige Coda besteht aus sich clusterartig auftürmenden Akkorden in Takt 110 und einer abschließenden Gegenbewegung in Takt 111 mit Auflösung in einen reinen d-moll Akkord.

## Entstehung
Nach Ausbruch des Ersten Weltkrieges geriet Reger durch die Auflösung der Meininger Hofkapelle und den Verlust seines Dirigentenamtes in eine tiefe Schaffenskrise. Er nahm hierauf eine Einladung von Richard Strauss an und dirigierte in Berlin.
Im März 1915 zog er nach Jena um und lebte frei von höfischen und beruflichen Zwängen, in seiner ersten eigenen Villa. Seinem Vertrauten Karl Straube schrieb er im März: „… nun beginnt in Reger der freie, Jenaer Stil“.
Fantasie und Fuge in d-moll leitet somit das Alterswerk des Komponisten ein. Es entstand in den Monaten April und Mai gleich zu Beginn von sieben entspannten Monaten, in denen der Komponist sich ausschließlich seiner Arbeit widmen konnte. Das Richard Strauss gewidmete Schlüsselwerk bezeugt in seiner originalen, vollständigen Gestalt unausweichlich, dass sich Max Reger um 1915 in einer künstlerischen Umbruchsituation befand, dessen weitere Ausgestaltung sein plötzlicher Tod verhinderte. Zudem ist das gesamte Werk mit Anspielungen und Zitaten von anderen Reger-Werken gleich einer Summus Finis durchdrungen. Die einleitende Idee der Phantasie aus absteigenden Gruppen findet sich beispielsweise bereits in der symphonischen Phantasie op. 57. Beide Fugenthemen lassen sich auf frühere Werke zurückführen: Das erste Thema liegt bereits dem Fugato im ersten Satz der 1. Sonate op. 33 zugrunde. Das zweite Fugenthema mutet rhythmisch an die Sinfonietta op. 90 an und ist mit Elementen der Schlussfuge der Mozart-Variationen op. 132 ausgeschmückt.

## Fassungen
Um die beiden existierenden Fassungen von op. 135b ranken sich unterschiedlichste Theorien. Mit Beginn der Konzertsaison im Oktober 1915 endete die produktive Schaffensperiode von Reger in Jena. Unter den schwierigen Reisebedingungen des Krieges hetzte Reger durch deutsche und niederländische Konzertsäle und zu seinen wöchentlichen Konservatoriums-Stunden in Leipzig, die meiste Zeit im Zug sitzend, wo er kompositorisch tätig war. Alle Änderungen an Opus 135b fanden in dieser Zeit statt. Hinzu kam ein sich verschlechternder gesundheitlicher Zustand des Komponisten. Reger wurde im März 1916 bei einer Musterung endgültig für wehrunfähig erklärt.
Es ist demnach unklar, ob die stark gekürzte Fassung Regers letztem Willen entspricht, da sie vom tatsächlichen Autograf abweicht. Dennoch wurde sie zunächst unter Verzögerung im Verlag Simrock 1916 veröffentlicht. Erst im Jahr 1966 erschien in der Reger-Gesamtausgabe die bis dahin dem Publikum unbekannte Manuskript-Fassung als „ungekürzte Originalfassung“ und fand den Weg in die Konzertprogramme zahlreicher Interpreten. Der Grund hierfür waren unter anderem Gerüchte, dass die gekürzte Fassung eigenmächtig von Karl Straube gekürzt worden sei. Anhand von Korrekturfahnen in Regers Handschrift, die Ottmar Schreiber 1973 fand, wurde jedoch nachgewiesen, dass nicht Straube, sondern Reger selbst offenbar die Überarbeitung vorgenommen hatte.
Es folgte die Verdächtigung, dass Reger von Straube zur Kastration seines Schlüsselwerkes genötigt worden sei, zumal Straube der einzige Mensch war, der dicht genug an Reger saß, um dies zu bewirken. Stefan König untersuchte die Korrekturfahnen im Jahr 2014 und meint nachgewiesen zu haben, dass eine Streichung im ersten Fugenteil von Reger vorgenommen worden sein muss, noch bevor Straube das Werk zu sehen bekam. Diese eine Stelle wurde ausschließlich mit Bleistift ausgestrichen, während alle anderen Stellen zunächst korrigiert und dann gestrichen wurden. Regers erster Arbeitsschritt erfolgte stets mit Bleistift, während alle anderen mit Tinte und Feder erfolgten. Eine Postkarte vom 1. März 1916 gibt eventuell Aufschluss über diese Korrektur, in der Reger schreibt: „Ich sehe eben die Korrekturbogen durch von meinem op 135b.“ Auch wird ein Treffen von Reger mit Straube am 11. April 1916 in diesem Zusammenhang erwähnt. All dies fand jedoch so unmittelbar vor Regers Tod am 11. Mai 1916 statt, dass eine genaue Zuordnung aller Korrekturen bislang nicht erfolgen konnte und vermutlich unklar bleiben wird.